# Даутов, Шагиахмет Мухаметдинович
Шагиахмет Мухаметдинович Даутов (баш. Шаһиәхмәт Мөхәмәтдин улы Дауытов, 15 апреля 1894, Серменево, Оренбургская губерния — 15 ноября 1937, Уфа) — государственный деятель.

## Биография и деятельность
Даутов Шагиахмет Мухаметдинович родился 15 апреля 1894 года в селе Серменево Верхнеуральского уезда Оренбургской губернии (ныне — Белорецкого района Башкирии).
В 1915—1917 гг. участвовал в Первой мировой войне, в 1917 году получил звание прапорщика.
С декабря 1917 по октябрь 1918 года являлся членом РКП (б). Вновь вступил в эту партию в июне 1919 года.
В январе—августе 1918 года Даутов являлся командиром Серменевской дружины Боевых организаций народного вооружения (БОНВ), в то же время в марте—августе — начальник штаба Белорецкой дружины и член Белорецкого военно-революционного комитета.
В августе 1918 года арестован белогвардейцами и приговорён к расстрелу. После побега находился на нелегальном положении, а в апреле—июне 1919 года — в Русской армии.
В ноябре 1919 году — августе 1921 года и в 1925—1927 гг. являлся председателем Тамьян‑Катайского кантонного исполнительного комитета.
В августе—декабре 1921 года — народный комиссар Рабоче‑крестьянской инспекции Автономной Башкирской Советской Республики.
В 1922—1925 гг. член, секретарь Президиума Башкирского центрального исполнительного комитета. В то же время в 1922—1923 гг. являлся председателем Зилаирского кантонного исполнительного комитета.
В 1925 году окончил 2‑годичные учительские курсы.
С 1927 года являлся народным комиссаром социального обеспечения, с 1928 года — народным комиссаром земледелия Башкирской АССР.
С 1930 года работал представителем Башкирской АССР при ВЦИК.
С 1934 года являлся 1-м заместителем председателя Совета народных комиссаров Башкирской АССР, председателем президиума Госплана БАССР.
Был членом ЦИК СССР 5—7‑го созывов, делегатом 4—6‑го Всесоюзных и 13—16‑го Всероссийских съездов Советов, 2—5‑го Всебашкирских съездов Советов.
Ш. М. Даутов был арестован 4 августа 1937 года и по статьям 58-2, 58-8 и 58-10 приговорён к высшей мере наказания. Расстрелян 27 ноября 1937 года. Реабилитирован в мае 1956 года.

### Семья
Жена — Магикамал Ахметовна;
- дети — Булат, Наира, Марат, Неля (р. 10.10.1937)[4].

## Память
- По предложению М. И. Калинина в 1923—1937 годы именем Ш. М. Даутова назывался колхоз в с. Серменево[4].
- В с. Серменево именем Ш. М. Даутова названа улица.